# Joseph Magnin
Pour les articles homonymes, voir Magnin.
 (février 2024).
Si vous disposez d'ouvrages ou d'articles de référence ou si vous connaissez des sites web de qualité traitant du thème abordé ici, merci de compléter l'article en donnant les références utiles à sa vérifiabilité et en les liant à la section « Notes et références ».
Pierre-Joseph Magnin, dit Joseph Magnin, né le 1er janvier 1824 à Dijon et mort le 22 novembre 1910 à Paris, est un maître de forges et homme politique français.

## Biographie
Fils de Jean Hugues Magnin-Philippon, il lui succède comme maître de forges. Il devient membre de la chambre de commerce et d'industrie de Dijon et président du tribunal de commerce de Dijon.
Conseiller général de la Côte-d'Or en 1861 et conseiller municipal de Dijon en 1865, il est député de la Côte-d'Or de 1863 à 1876.
Membre du gouvernement de la Défense nationale au lendemain de la proclamation de la république, il y accepte le portefeuille de l'Agriculture et du Commerce, et la charge de pourvoir à l'approvisionnement de Paris. Charles Rochat, dans le journal communard Le Cri du Peuple, l'accusera le 7 avril 1871 d'avoir toléré que des approvisionnements soient vendus aux Prussiens en plein siège de Paris.
Le 16 décembre 1875, l'Assemblée nationale l'élit sénateur inamovible. Il devient directeur politique du Siècle.
Le 29 décembre 1879, il devient ministre des Finances dans le premier cabinet Freycinet. Il tombe avec le ministère le 22 septembre, mais reprit son portefeuille, le lendemain, dans le premier cabinet Jules Ferry. Il quitte le ministère des Finances à la chute du cabinet, le 13 novembre 1881.
Il est nommé gouverneur de la Banque de France le 18 novembre 1881.
Il devient vice-président du Sénat en 1884, président de la commission de l'armée en 1889, puis de la commission des finances en 1890. Il est membre du conseil d'administration de l'École libre des sciences politiques.
Ses enfants Jeanne et Maurice constituent une collection d’œuvres d'art qu'ils installent dans l'hôtel Lantin, leur maison à Dijon, et qu'ils lèguent à l'État en 1938. Elle devient le musée Magnin, présentée comme un cabinet d'amateur.

## Mandats et fonctions
- Député de la Côte-d'Or de 1863 à 1870
- Représentant de la Côte-d'Or de 1871 à 1875
- Sénateur inamovible de 1875 à 1910
- Gouverneur de la Banque de France de 1881 à 1897
- Ministre de l'Agriculture et du Commerce du 4 septembre 1870 au 18 février 1871 Gouvernement de la Défense nationale
- Ministre des Finances du 28 décembre 1879 au 13 novembre 1881 dans le Gouvernement Charles de Freycinet (1) et le gouvernement Jules Ferry (1)